# Phoebe pubescens
Phoebe pubescens là loài thực vật có hoa trong họ Nguyệt quế. Loài này được (Nees) Nees miêu tả khoa học đầu tiên năm 1836.